# Joan Brudieu
Joan Brudie o Jean Brudieu (Limoges, 1520-Seo de Urgel, 1591), músico de origen francés, afincado en Cataluña, fue maestro de capilla de la Seo de Urgel y profesor de canto de Santa María del Mar de Barcelona, está considerado uno de los compositores más importantes del Renacimiento catalán. Destacan una misa de difuntos y quince madrigales con textos en catalán y castellano.  Es sus madrigales estuvo influido por las ensaladas de Mateo Flecha (1481–1553).

## Obras
Requiem - editado por Felipe Pedrell.
Madrigals - en la edición de Tomeu Quetgles.
Vol. 1 Los 5 madrigales en catalán:
1) Los goigs de Nostra Dona
2) Madrigal XIII (1.ª parte: Fantasiant, amor a mi descobre, (con texto de Ausiàs March), 2.ª parte: Si fos amor, substància raonable, 3.ª parte: Llir entre cards).
3) Madrigal XIV (1ª parte: No hi ha béns, no hi ha fortuna, 2ª parte: Lo que no es fa per potència )
4) Madrigal XV (1ª part: Ma voluntat amb la raó s´envolupa, con texto de Ausiàs March, 2ª part: Plena de seny)
5) Madrigal XVI (1ª part: Si l´amor en un ser dura, 2ª parte: Molts de l´amor tenen queixa, 3ª part: És comú parlar del poble, 4th part: Les sagetes que amor tira ).
Vol.2 Madrigales en castellano:
Madrigal II (1ª part: Oid, oid, 2ª part: Pastor Major)
Madrigal III (1ª parte: Pues no se puede hazer, 2ª parte: Amor me tiene olvidada)
Madrigal IV (1ª parte: Dame un remedio, Constança, 2ª parte: Esperança m´entretiene)
Madrigal V (1ª parte: L´Amor i la Magestad, 2ª parte: Saca el Amor, 3ª parte: Ya tocan los tabales, 4ª part: ¿Qué trae en la bandereta?, 5ª parte: ¡Cómo corrió buena lança!, 6ª parte: Cada cual en su cabeça, 7ª part: Sepamos cómo cayó ).
Vol.3 con lo 7 últimos madrigales en castellano:
Madrigal VI (1ª parte: Qué sientes, dime, Pascual, 2ª parte: Dexa, Pascual, tal tormento
Madrigal VII "en proporción" (1ª parte: Qué sientes, dime, Pascual, 2ª parte: Dexa, Pascual, tal tormento, 3ª parte: ¿No ves, pastor, tu cuidado?)
Madrigal VIII (1ª parte: Del amor se va riendo, 2ª parte: Del amor Amor quexoso)
Madrigal IX "en proporción" (1ª parte: Del amor se va riendo)
Madrigal X (1ª part: Zagala más linda y bella, 2ª parte: Estos tus hermosos ojos)
Madrigal XI (1ª parte: Oios claros y serenos, 2ª parte: Oios, con que miréis)
Madrigal XII (1ª parte: Si de los ojos nasce, 2ª part: Si una dulce vista)

## Grabaciones
- La Justa. Madrigals and Ensaladas from 16th century Catalonia. La Colombina - Josep Benet. Grabadas 1994. Accent 94103 reissued Accent 10103.[4]
- Cant d'amor: Madrigals de Joan Brudieu. Carles Magraner, Capella de Ministrers. Tabalet Estudis, València, 1997.
- Fantasiant. Música y Poesia per a Ausiàs March. Book and CD. Carles Magraner, Capella de Ministrers. Licanus 2009.